# A Costa da Rock
A Costa da Rock es el segundo álbum en directo de la banda Mägo de Oz, siendo este su primer DVD.  
En el primer DVD, se ofrece el concierto íntegro realizado en la Praza Roxa de Cedeira (Galicia) el 17 de agosto de 2002, donde se muestra toda la potencia del grupo en directo. El segundo DVD contiene un completo documental acerca de la gira y de los sucesos que rodearon al grupo durante aquella época, con entrevistas grabadas en el Cementerio de la Almudena de Madrid.
Este disco reúne los mejores temas de los discos anteriores (Jesús de Chamberí, La bruja, La leyenda de La Mancha y Finisterra).
Este se grabó durante la gira Apechugando Tour, gira la cual fue realizada debido al éxito de la anterior (Santiago y Vuelca España Tour) y las ventas de su primer disco en directo (Fölktergeist).
Este álbum se convirtió el último con el bajista Salva.

## Lista de canciones
| DVD 1 |                                                            |                                                |          |  |
| N.º   | Título                                                     | Disco original                                 | Duración |  |
| 1.    | «La gazza ladra» (Intro)                                   | Fölktergeist                                   | 1:42     |  |
| 2.    | «El santo grial»                                           | La leyenda de La Mancha                        | 5:15     |  |
| 3.    | «Molinos de viento»                                        | La leyenda de La Mancha                        | 4:04     |  |
| 4.    | «El que quiera entender que entienda»                      | Finisterra                                     | 6:23     |  |
| 5.    | «La santa compaña»                                         | Finisterra                                     | 5:18     |  |
| 6.    | «El fin del camino»                                        | Jesús de Chamberí                              | 8:24     |  |
| 7.    | «Hasta que el cuerpo aguante»                              | Finisterra                                     | 4:15     |  |
| 8.    | «La ínsula de barataria» (Instrumental)                    | La leyenda de La Mancha                        | 3:36     |  |
| 9.    | «Pensando en ti» (Cover: Dust in the wind - Kansas)        | El que quiera entender que entienda (Sencillo) | 6:16     |  |
| 10.   | «El hijo del blues»                                        | Mägo de Oz                                     | 8:26     |  |
| 11.   | «La leyenda de La Mancha» (Introducida por Noche toledana) | La leyenda de La Mancha                        | 5:58     |  |
| 12.   | «Maritornes»                                               | La leyenda de La Mancha                        | 4:03     |  |
| 13.   | «Astaroth»                                                 | Finisterra                                     | 6:13     |  |
| 14.   | «Jesús de Chamberí»                                        | Jesús de Chamberí                              | 7:30     |  |
| 15.   | «Resacosix en Hispania» (Cover: Nellie the Elephant)       | Resacosix en Hispania (Sencillo)               | 4:56     |  |
| 16.   | «Satania»                                                  | Finisterra                                     | 7:52     |  |
| 17.   | «La danza del fuego»                                       | Finisterra                                     | 6:38     |  |
| 18.   | «Fiesta pagana»                                            | Finisterra                                     | 5:35     |  |

| DVD 2   |                                    |          |  |
| N.º     | Título                             | Duración |  |
| 1.      | «Documental»                       | 59:59    |  |
| 2.      | «Videoclip Molinos de viento»      | 4:47     |  |
| 3.      | «Entrevista a Gaboni (portadista)» | 4:30     |  |
| 4.      | «Entrevista a fotógrafo»           | 2:56     |  |
| 1:12:12 |                                    |          |  |

## Intérpretes
- José Andrëa: Voz
- Txus: Batería
- Mohamed: Violín
- Carlitos: Guitarra solista
- Frank: Guitarra rítmica y acústica
- Salva: Bajo
- Kiskilla: Teclado
- Fernando Ponce: Flauta